# Дијагноза: Убиство (7. сезона)
Седма сезона серије Дијагноза: Убиство емитована је од 23. септембра 1999. године до 11. маја 2000. године четвртком у 21 час на каналу ЦБС.
Сезону је и у целости и у два дела на ДВД-у издао Visual Entertainment, Inc.

## Опис
Главна постава се у овој сезони није мењала.

## Улоге
- Дик ван Дајк као др. Марк Слоун
- Викторија Ровел као др. Аманда Бентли
- Чарли Шлатер као др. Џеси Травис
- Бери ван Дајк као Стив Слоун

## Епизоде
| Бр. еп. (укупно) | Бр. еп. (у сезони) | Наслов                          | Редитељ               | Сценариста                                                            | Премијера           | Гледаност у САД-у (милиони) |
| --- | ------------------ | ------------------------------- | --------------------- | --------------------------------------------------------------------- | ------------------- | --------------------------- |
| 133 | 1                  | "Клуб"                          | Кристофер Хиблер      | Марк Соломон                                                          | 23. септембар 1999. | TBA                         |
| Др. Марк Слоун је почасни гост као Човек године у Џокер клубу у ком комичари збијају немилосрдне шале на његов рачун. Енди Бекстер, помоћник једног комичара, неочекивано се појавио и испљувао једног од говорника Луа Самерса. На кратко је нестала струја, а када се агрегат упалио, Бекстер је пао мртав са ножем у леђима. |                    |                                 |                       |                                                                       |                     |                             |
| 134 | 2                  | "Успавано убиство"              | Рон Сатлов            | Крис Абот                                                             | 30. септембар 1999. | 12.20                       |
| Када је један пословни човек протрчао градом у намери да убије некога, а касније изјавио да је само чистио пиштољ, Стив је остао збуњен. Марк се још више изненадио када се његов млађи брат Стејси појавио довезавши се чак из Арканзаса на бесплатан преглед због бола у леђима. Да ствар буде још гора, откривено је да му се вратила навика из детињства да месечари због чега је двапут дошао у сумњиве околности на местима убиства и покушаја убиства. |                    |                                 |                       |                                                                       |                     |                             |
| 135 | 3                  | "Одгајање Барби"                | Рон Сатлов            | Стив Браун                                                            | 7. октобар 1999.    | TBA                         |
| Како је Сузан отишла у Орегон са једним киропрактичарем, Џеси проводи време са Амандиним сином К.Џ.-ом. Марк се обрадовао када је у "Роштиљу код Боба" срео Чака Грира, човек који је спасио Стиву живот у вијетнаму, и прихватио да му причува ћерку Барбару која се такође показала вештом. |                    |                                 |                       |                                                                       |                     |                             |
| 136 | 4                  | "Убиство половином семестра"    | Кристофер Хиблер      | Мелоди Фокс и Марк Кашмен                                             | 14. октобар 1999.   | 12.20                       |
| Када је бистри студент Квин Монтгомери, чија је богата породица из Мајамија остала без новца, сазнао да му је сиромашна девојка Холи Харис трудна, што би му упропастило планове за женидбу богатом наследницом Џенифер Ворнер, он ју је убио отрованом храном и исценирао самоубиство. |                    |                                 |                       |                                                                       |                     |                             |
| 137 | 5                  | "Симпатија"                     | Кристофер И. Најби II | Џоел Штајгер                                                          | 21. октобар 1999.   | TBA                         |
| Док је трчао, Џеси је видео дим како куља из једне гараже, развалио је врата, али је стигао прекасно да би спасио наводну жртву самоубиства Френка Бомгарта. |                    |                                 |                       |                                                                       |                     |                             |
| 138 | 6                  | "Убица изнутра"                 | Френк Такери          | Тери Кертис Фокс                                                      | 28. октобар 1999.   | TBA                         |
| Др. Медисон Весли замолила је Марка да помогне Лиси, ћерки њене велике љубави коју је пронашла онесвешћену због прекомерне количине дроге на клиници за одвикавање. |                    |                                 |                       |                                                                       |                     |                             |
| 139 | 7                  | "Земља багре (1. део)"          | Виктор Лобл           | Тери Кертис Фокс                                                      | 4. новембар 1999.   | TBA                         |
| Гангстер "Газда Г", исти Марк Слоун, пуштен је из затвора. Његова багра пребацила је посао у Калифорнију и изнајмила кућу на Малибуској плажи. Марк је примљен у болницу упуцан. |                    |                                 |                       |                                                                       |                     |                             |
| 140 | 8                  | "Земља багре (2. део)"          | Виктор Лобл           | Тери Кертис Фокс                                                      | 4. новембар 1999.   | TBA                         |
| Док је студент Алекс Смит радио своје кружење, Џеси је спасио Марка извадивши метак, али он има привремени губитак памћења. Не, то је мафијаш који је исти Марк, Џон "Газда Г" Готи. Прави лекар је ушао са Џесијем, али га је убрзо Готи онесвестио и заузео његово место. Готијева ћерка је пронашла Марка закључаног у орману, али мафијаш је упао у замку своје девојке.                                                                                  |                    |                                 |                       |                                                                       |                     |                             |
| 141 | 9                  | "Уста која урлају"              | Теренс О’Хара         | Кетрин Микон                                                          | 11. новембар 1999.  | TBA                         |
| Радио водитељка Денис Штајнер је глатко изјавила у једној телевизијској емисији да ће убити своју мајку јер ју је напустила по рођењу ако је пронађе после толиких година. Док је Марк гостовао у њеној емисији, њу је неко звао у вези дугогодишње потраге за мајком. Она није мислила да је то озбиљно све док јој после емисије помоћник није рекао да је позиватељка, Џоани Ломбарди, знала за њен тајни младеж који има од рођења.                       |                    |                                 |                       |                                                                       |                     |                             |
| 142 | 10                 | "Седам смртних греха"           | Кристофер Хиблер      | Крис Абот и Стив Браун                                                | 18. новембар 1999.  | 11.50                       |
| Марк се сусрео са прелепом крадљивицом накита и њеним помоћником коме је смештено убиство. |                    |                                 |                       |                                                                       |                     |                             |
| 143 | 11                 | "Деда Клод"                     | Ненси Малон           | Барт Прелатски и Стив Браун                                           | 16. децембар 1999.  | 12.00                       |
| Домар болнице Клод Кембел се радује што ће поново играти Деда Мраза, али Марк му је открио неизлечиви рак. Да ствар буде још гора, Клод је одбегли робијаш јер је робијао због убиства које није починио. |                    |                                 |                       |                                                                       |                     |                             |
| 144 | 12                 | "Човек на броду"                | Френк Такери          | Мајкл Лајонс                                                          | 6. јануар 2000.     | TBA                         |
| Марк је прихватио позив једног свог пријатеља на бесплатно крстарење како би се одужио њему, Џесију и Аманди за болничке трошкове. Чим су ступили на брод, они су добили задатак да спасу мултимилионера Роберта Брантигана који је добио троструку количину инсулина. |                    |                                 |                       |                                                                       |                     |                             |
| 145 | 13                 | "Тата каубој"                   | Френк Такери          | Синопсис: Пол Винсент Писерни и Бери ван Дајк Сценарио: Бери ван Дајк | 13. јануар 2000.    | TBA                         |
| Цела екипа, плус алекс Смит и Амандини синови, позвана је на снимање епизоде серије "Тата каубој", породичне серије о јунаку са Дивљег запада Дешу кога игра Карл Симпсон, који је мало матор, али и даље сам изводи каскаде. Симпсонов каскадер је изненада погинуо, али изгледа да није несрећа. |                    |                                 |                       |                                                                       |                     |                             |
| 146 | 14                 | "Превише кувара"                | Кристофер Хиблер      | Џојс Бурдит                                                           | 20. јануар 2000.    | 13.80                       |
| Три врхунска кувара су гости у кулинарској емисији на Крузин ченлу. Аманда је чак у страственој вези са једним од кувара Ренеом Фонтиноом. |                    |                                 |                       |                                                                       |                     |                             |
| 147 | 15                 | "Џејкове жене"                  | Виктор Лобл           | Марк Соломон                                                          | 3. фебруар 2000.    | TBA                         |
| Када је Џејк Калдвел довео своју супругу у болницу, Марк је открио да је то Керолајн, још једна жена са којом је у браку сем са Голријом коју познаје и да је Џејк у ствари бигамиста. |                    |                                 |                       |                                                                       |                     |                             |
| 148 | 16                 | "Убиство на даљину"             | Кристофер Хиблер      | Тери Кертис Фокс                                                      | 10. фебруар 2000.   | TBA                         |
| Бучни грађевински радови у Марковој кући на плажи излуђују Стива па је он одлучио да се исели због чега му је отац остао носталгичан. У Стивовој новој кући је мутни могул за кућно обезбеђење уградио безбедносни састав и он тврди да му конкуренција минира рачунаре, а то је тек почетак. |                    |                                 |                       |                                                                       |                     |                             |
| 149 | 17                 | "Професоркин љубимац"           | Винс Мекивети         | Џоел Штајгер                                                          | 17. фебруар 2000.   | 13.60                       |
| Марк и Стив су отишли на пецање. Кад су се вратили, затекли су студента Микија Ховинга који им је чувао кућу убијеног, а његова супруга Џил, која неповређена седи поред њега, каже да су га убили пљачкаши. |                    |                                 |                       |                                                                       |                     |                             |
| 150 | 18                 | "Најбаксузнији младожења у ЛА"  | Берни Ковалски        | Кетрин Микон                                                          | 24. фебруар 2000.   | 13.50                       |
| Упркос трапавом и неспретном појављивању, Стива је због искрености кандидаткиња Лили Вилсон одабрала за телевизијску емисију о упознавању. Све им је ишло како треба док она није била убијена. Мутни лични истражитељ и Лилин отуђени брат, лекар из Опште болнице, постао је осумњичени. |                    |                                 |                       |                                                                       |                     |                             |
| 151 | 19                 | "Старачки дом"                  | Фархад Ман            | Синопсис: Чарли Шлатер и Крег Томашов Сценарио: Барт Прелатски        | 6. април 2000.      | TBA                         |
| Стивов колега у пензији Дејв "Хок" Хокинс убијен је док је био на тајном задатку у старачком дому "Сунчани Мидоуз". |                    |                                 |                       |                                                                       |                     |                             |
| 152 | 20                 | "Убиство у Роштиљу код боба"    | Виктор Лобл           | Пол Бишоп                                                             | 20. април 2000.     | TBA                         |
| Док су капетан војни Пол Дејвид, поручник војни Ричард Мартинели и потпуковница војна Сали Мекферсон јели у "Роштиљу код Боба" док је Џеси био у смени, капетан војни Хенк Томас је упао, рекао "Видећетт ви" и упуцао се у главу. |                    |                                 |                       |                                                                       |                     |                             |
| 153 | 21                 | "Две муве једним Слоуном"       | Ненси Малон           | Тери Кертис Фокс                                                      | 27. април 2000.     | 12.00                       |
| Инвалид Сол Сингер имао је саобраћајну несрећу, али га је Марк колима хитне помоћи превезао у квиз "На кров" Друа Мекинтајера у ком обара светске рекорде − јер га уцењује да му да одговоре унапред. |                    |                                 |                       |                                                                       |                     |                             |
| 154 | 22                 | "Лабудова песма"                | Виктор Лобл           | Џоел Штајгер                                                          | 4. мај 2000.        | TBA                         |
| Певачица Данијел Марш средила је да јој донесу лични клавир из Њујорка јер каже да јој он једини смирује живце, а уселила се код Слоунових до концерта. |                    |                                 |                       |                                                                       |                     |                             |
| 155 | 23                 | "Из прошлости (1. део)"         | Виктор Лобл           | Стив Браун                                                            | 11. мај 2000.       | TBA                         |
| Када је једна полицајка примљена у болницу, Џеси јој еје зашио рану и позвао је да изађу, али када је Аманда сазнала, она му је средила вожњу страха. Такође, стажиста Алекс се поново срео са некадашњом симпатијом, која има везе са добро познатом пословном пратњом. Две недеље касније, Брет Хауард је убио др. Хјотсберга, пластичног хирурга који му је створио садашњи лик, који га познаје као болесника Едија Дагабосијана.                         |                    |                                 |                       |                                                                       |                     |                             |
| 156 | 24                 | "Попиздети, бити квит (2. део)" | Доналд Л. Голд        | Барт Прелатски                                                        | 11. мај 2000.       | TBA                         |
| Брет гаји некакву мржњу према Медисон са којом је почео да живи, али Стивова екипа из полиције пронашла је дрогу коју је убица "украо" у оближњем конејнеру. У међувремену, Џеси је оптужен да је написао књигу у којој све пише о Општој болници и њеним запосленима. |                    |                                 |                       |                                                                       |                     |                             |